# British Touring Car Championship 2004

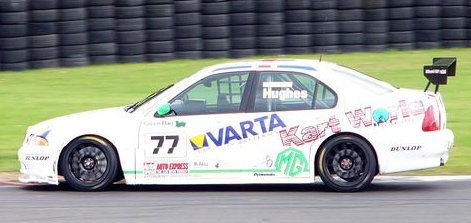
Jason Hughes, här på Croft Circuit, slutade på sjuttonde plats i förarmästerskapet och åttonde i privatförarcupen.

Green Flag MSA British Touring Car Championship 2004 var den 47:e säsongen av det brittiska standardvagnsmästerskapet, British Touring Car Championship. Säsongen kördes över 30 race, under 10 helger. Mästare blev James Thompson i Vauxhall. Tvåan Yvan Muller var bara en poäng efter, och stallkamraterna i Vauxhall dominerade hela säsongen. Till säsongen 2005 flyttade Thompson till World Touring Car Championship, medan Muller stannade kvar.

## Tävlingskalender
| Bana                            | Segrare Race 1 | Märke    | Segrare Race 2 | Märke    | Segrare Race 3   | Märke    |
| ------------------------------- | -------------- | -------- | -------------- | -------- | ---------------- | -------- |
| Thruxton Circuit                | James Thompson | Vauxhall | Jason Plato    | SEAT     | Yvan Muller      | Vauxhall |
| Brands Hatch                    | Matt Neal      | Honda    | Luke Hines     | Vauxhall | James Thompson   | Vauxhall |
| Silverstone Circuit             | Matt Neal      | Honda    | James Thompson | Vauxhall | Tom Chilton      | Honda    |
| Oulton Park                     | Yvan Muller    | Vauxhall | Dan Eaves      | Honda    | Yvan Muller      | Vauxhall |
| Mondello Park                   | Yvan Muller    | Vauxhall | Jason Plato    | SEAT     | Colin Turkington | MG       |
| Croft Circuit                   | Anthony Reid   | MG       | Jason Plato    | SEAT     | Jason Plato      | SEAT     |
| Knockhill Racing Circuit        | Anthony Reid   | MG       | Jason Plato    | SEAT     | Anthony Reid     | MG       |
| Brands Hatch                    | Matt Neal      | Honda    | Jason Plato    | SEAT     | Rob Huff         | SEAT     |
| Snetterton Motor Racing Circuit | James Thompson | Vauxhall | Luke Hines     | Vauxhall | Rob Huff         | SEAT     |
| Donington Park                  | Jason Plato    | SEAT     | Tom Chilton    | Honda    | Yvan Muller      | Vauxhall |

## Slutställning
| Plats | Förare           | Märke    | Poäng |
| ----- | ---------------- | -------- | ----- |
| 1     | James Thompson   | Vauxhall | 274   |
| 2     | Yvan Muller      | Vauxhall | 273   |
| 3     | Jason Plato      | SEAT     | 224   |
| 4     | Anthony Reid     | MG       | 213   |
| 5     | Matt Neal        | Honda    | 181   |
| 6     | Colin Turkington | MG       | 173   |
| 7     | Robert Huff      | SEAT     | 148   |
| 8     | Dan Eaves        | Honda    | 148   |
| 9     | Tom Chilton      | Honda    | 116   |
| 10    | Luke Hines       | Vauxhall | 115   |